# Frösundaleden
| Vänster: Frösundaleden vid trafikplats Haga norra, vy mot väst. Höger: Frösundaleden i höjd med Råsunda stadion, vy mot sydost. |  | Vänster: Frösundaleden vid trafikplats Haga norra, vy mot väst. Höger: Frösundaleden i höjd med Råsunda stadion, vy mot sydost. |
| Vänster: Frösundaleden vid trafikplats Haga norra, vy mot väst. Höger: Frösundaleden i höjd med Råsunda stadion, vy mot sydost. |  | |

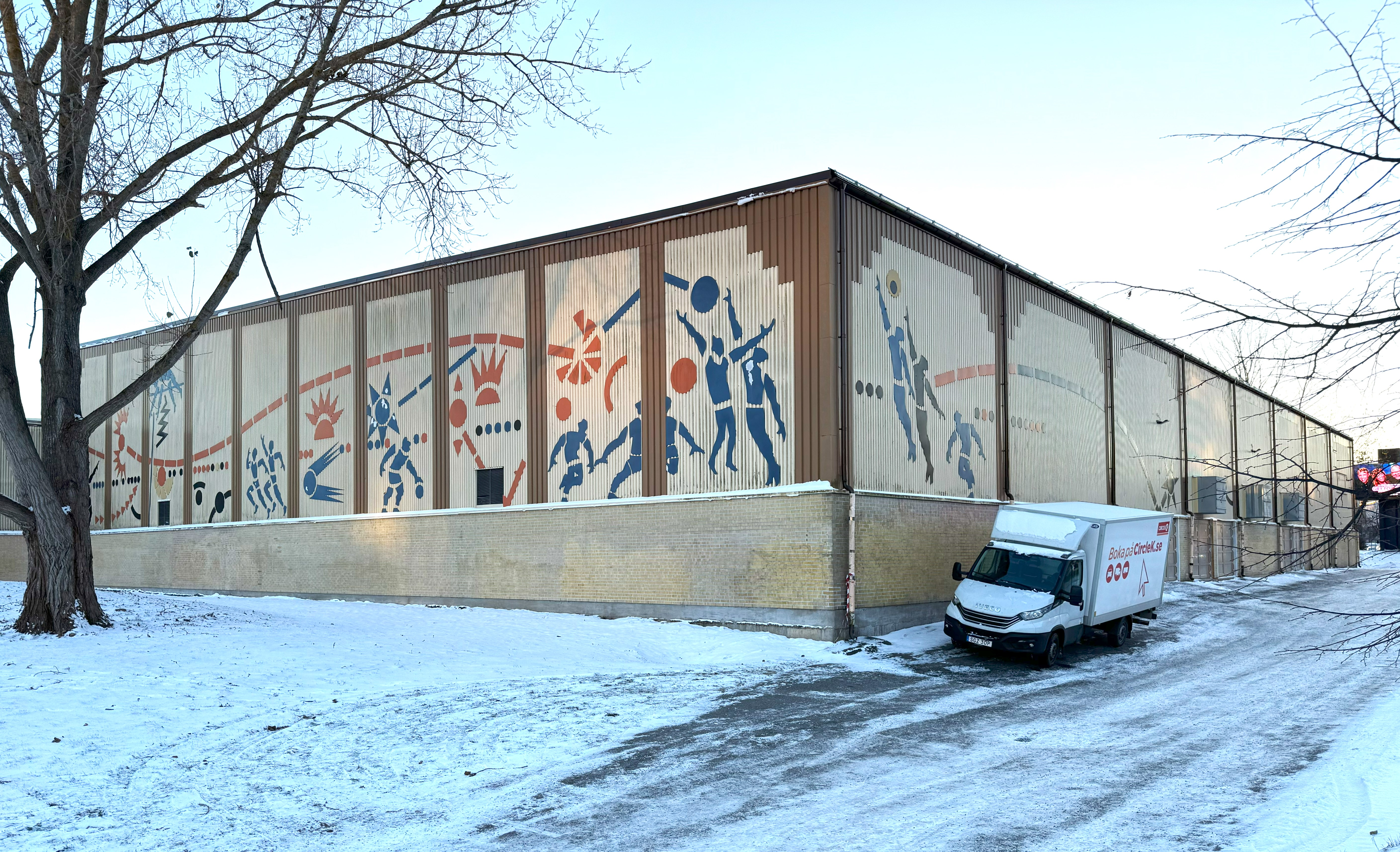
Solnahallens norra fasad till höger på bilden vetter mot Frösundaleden.

Frösundaleden är en gata i Solna kommun. Leden är en förbindelse mellan  Huvudstaleden i sydväst och Uppsalavägen (E4) i nordost.

## Leden
Frösundaleden har sitt namn efter Solnas  stadsdel Frösunda, som leden tangerar på sydsidan.  Tidigare sträckte sig Frösundaleden mellan Huvudstaleden och Solna station, där fortsatte Råsundavägen till E4 genom en cirkulationsplats. I samband med att trafikplats Haga norra 1993 fick sin nuvarande utformning med en planskild korsning, ändrades Råsundavägens östligaste del till lokalgata och Frösundaleden förlängdes till E4. Därigenom blev Frösundaleden cirka 400 meter längre.  En sådan anslutning hade redan planerats i 1960 års trafikledsplan och återfinns även på Tunnelbaneplan för Stockholm 1965, men då lite längre norrut.

## Tvärbanan
I samband med bygget av spårvägen Tvärbanans sträckning mellan Alvik och Solna station fick en 600 meter lång sträcka av Frösundaleden flyttas söderut. Spårvägen går på egen banvall på norra sidan av vägen.

## Byggplaner
Längs Frösundaleden och Solnavägen planeras för närvarande (2012)[uppföljning saknas] ny bostadsbebyggelse med namnet Solna City. I förslaget ingår också ett kulturhus med ett nytt bibliotek. Tre alternativa placeringar av högre hus, cirka 30 våningar, ingår i programmet.